# Invitation Homes
Invitation Homes est une entreprise spécialisées dans la gestion et la location de maisons unifamiliales individuelles, maisons achetées… 
En 2020, avec 17 506 milliards de dollars d'actifs sous gestion, soit — en septembre 2020 — environ 80 000 logements locatifs, réparties dans seize marchés des États-Unis, gérées par seulement un peu plus de 1 100 employés (2020), Invitation Homes est considérée comme la plus grande des récentes méga-entreprises américaines (single-family house landlord company) apparues au début des années 2010, exploitant ce qui restait du secteur immobilier en partie ruiné par la crise des subprimes.
L'entreprise, dirigée par Dallas B. Tanner, est une société anonyme avec appel public à l'épargne, cotée à la Bourse de New York (INVH). Elle a son siège social dans la Comerica Bank Tower à Dallas, au Texas.
L'entreprise, comme ses concurrentes, est critiquée pour sa stratégie de développement prédatrice et pour son manque d'humanité à l'égard des propriétaires en difficulté de paiement, pour une propension aux expulsions rapides pour des impayés de loyers.
Certains observateurs craignent que ces sociétés soient en train de créer une nouvelle bulle financière et immobilière, cette fois basé sur le secteur du locatif, tout en contribuant à l'appauvrissement de la classe moyenne qu'elles maintiennent dans un marché captif en la soumettant à des loyers artificiellement maintenus en hausse.
De par ses actifs et ses revenus, elle est située nettement devant le second méga-propriétaire de ce type (le groupe constitué de Pretium Partners et de sa société-fille Progress Residential, créé un peu plus tardivement (en 2012), mais en pleine croissance depuis.

## Histoire

### 2005-2012: Contexte et formation
En 2005, en Arizona, Dallas Tanner (avec quelques autres entrepreneurs) créent Treehouse Group, une société d'investissement alternatif destinée à acheter, gérer et louer des maisons individuelles et des appartements.
Ensuite, à Phoenix, en Arizona, l'entreprise profite des de l'effondrement des prix des maisons induit par la crise des supprimes pour, en un an (de 2010 à 2011) acheter environ 1 000 maisons (des habitations  saisies, pour défaut de paiement des traites par des propriétaires victimes des effets de la crise de 2008). Phoenix est une ville qui a été fortement touchée par des saisies immobilières ce qui explique qu'elle a été la première région, aux États-Unis, à avoir attiré des investisseurs privés souhaitant de profiter de l'aubaine (pour eux) de maisons vendues à bas prix, qu'ils peuvent ensuite mettre sur le marché de la location en croissance (puisque des millions d'américains sont alors devenus trop pauvres pour s'acheter une maison) après la 'Grande récession'.
En 2011, Treehouse a fusionné avec la société de gestion immobilière Riverstone Residential, basée à Dallas.
Au printemps 2012, la société a été acquise par Blackstone, qui a créé Invitation Homes en apportant à Treehouse and Residential un capital supplémentaire pour développer l'entreprise.

### 2012-2017: Premiers achats de dizaines de milliers de maisons
En avril 2012, le premier achat de maison par le groupe Invitation Homes : en un an, la société réuni et dépensé 4 milliards de dollars pour acheter — à des prix bien plus bas que ceux du marché d'avant 2008 — 24 000 logements répartis dans plusieurs états des États-Unis. Invitation Homes devient alors le plus gros acheteur de logements à louer aux États-Unis. Les propriétés de type « section 8 » représentaient 16 % de ce portefeuille.
En 2013, rien qu'en avril, Invitation Homes a acheté (pour plus de 100 millions de dollars) environ 1 400 maisons à Atlanta auprès de Building and Land Technology.
D'août 2012 à juin 2013, Invitation Homes a acheté 1 650 maisons dans la seule région de Tampa Bay (pour plus de 250 millions de dollars). Et en juin 2013, dans 85 % des annonces de location mises en ligne à Tampa Bay par Invitation Homes, le prix du loyer demandé dépassait le loyer moyen de la région (1 200 $).
À l'époque, les méga-propriétaires de maisons à louer, tels qu' Invitation Homes achetaient des maisons dans des quartiers judicieusement choisis : situés à proximité de bassins d'emplois, d'écoles et bien connectés aux réseaux de transport, mais qui étaient aussi fortement touchées par le phénomène de saisies de maisons. Ils les louaient ensuite à des parents d'âge moyen élevant des enfants et gagnant environ 100 000 $ par an ou plus.
En 2013, Invitation Homes a été parmi les premiers à créé une classe d'actifs de titres locatifs unifamiliaux (dits « SFR ») afin de lever des fonds pour l'achat et la restauration de maisons.
En 2016, Invitation Homes a institué un programme « Resident First Look » où certains locataires auraient la possibilité d'acheter les maisons qu'ils louent.

### 2017-présent : introduction en bourse et fusion
En janvier 2017, près de 10 milliards de dollars d'obligations SFR de la société ont été vendues.

En juillet 2018, ce sont environ 15 milliards de dollars d'obligations qui ont été vendues.
Le 23 janvier 2017, Fannie Mae a financé une dette d'un milliard de dollars envers Invitation Homes en back-up money ; quatre ans avant, Fannie avait empêché une autre entité parrainée par le gouvernement d'acheter des maisons issues de familles en défaut de paiement (distressed homes), et l'acquisition par Fannie de l'entité Blackstone a été la première fois dans l'histoire qu'elle a soutenu une société de propriétaires de maisons unifamiliales. Selon Corinne Russell, porte-parole du régulateur de Fannie Mae, l'Agence fédérale de financement du logement (FHFA), l'accord était un moyen pour Fannie Mae et Freddie Mac de mieux comprendre les mécanismes du marché de la location unifamiliale et d'étudier le rôle que des entreprises publiques pourrait ou devrait y jouer. 
Cette décision a été vivement critiquée par plus de 25 ONG défendant le logement abordable, qui pensaient que Fannie Mae ne suivait plus son devoir de protection des propriétaires de maisons individuelles.
En février, Invitation Homes est devenue une société ouverte via un premier appel public à l'épargne, le deuxième premier appel public à l'épargne d'une fiducie de placement immobilier aux États-Unis avec 1,77 milliard de dollars levés.

En novembre, la société a fusionné avec Starwood Waypoint, une entreprise dérivée appartenant à Starwood Capital Group,.
En novembre 2019, Blackstone a cédé sa part d'Invitation Homes,.
En octobre 2020, Invitation Homes a créé une coentreprise avec Rockpoint Group pour acheter (pour 1 milliard de dollars) un portefeuille supplémentaire de maisons unifamiliales à louer (à Dallas, Seattle, dans le sud de la Floride et sur d'autres marchés américains).
En juillet 2021, la société a lancé une coentreprise avec PulteGroup, une entreprise de construction de maisons basée à Atlanta, en Géorgie, où Pulte devait concevoir et construire environ 7 500 nouvelles maisons au cours des cinq prochaines années à vendre à Invitation Homes pour les inclure dans leur portefeuille de maison unifamiliale proposées en crédit-bail locatif.

## Modèle d'affaires
En 2017, la société était considérée comme le plus grand méga-propriétaire de maisons unifamiliales locatives aux États-Unis.
Trois ans plus tard (en septembre 2020), elle possédait environ 80 000 logements locatifs dans seize marchés, ce qui la plaçait selon le Wall Street Journal dans les tout premiers acteurs du marché locatif. La famille locataire typique de Invitation Homes est généralement en fin de la trentaine, avec des enfants et un revenu familial d'environ 100 000 $.

## Critiques
Les sociétés de Wall Street qui se sont rapidement développée en profitant des maisons saisies vendues à bas prix dans le sillage de la crise des subprimes et de la crise mondiale qui a suivi, pour les acheter et les louer en fixant des loyers et frais annexes souvent jugés arbitrairement et anormalement élevés, et en particulier Invitation Homes qui a été la première et la plus grosse entité opportuniste à se créer sur ce marché ont suscité des réactions négatives, dont chez des experts immobiliers et les militants du logement abordable. Ils leur reproche de profiter de la faiblesse des locataires pour se remplir les poches et celles de leurs investisseurs ; Un motif récurrent de plainte est que ces entreprises sont incitées à baisser autant que possible leurs coûts d'entretien et de réparation des maisons qu'elles mettent en location, tout en augmentant leurs loyers élevés pour augmenter leurs bénéfices et leurs ventes d'obligations. Divers observateurs, comme Kevin Stein de la California Reinvestment Coalition considèrent que le modèle commercial de ces méga-propriétaires est une forme de « titrisation des revenus locatifs ».
Maya Abood (chercheuse au MIT (Massachusetts Institute of Technology) a analysé les données du recensement et des propriétés porté dans quatre quartiers du comté de Los Angeles où se trouvent des maisons unifamiliales d'Invitation Homes. Abod montre que 10 % à 25 % des loyers collectés dans ces quartiers le sont pour l'entreprise Invitation Homes.
En décembre 2016, une étude de la Federal Reserve Bank d'Atlanta concluait que les nouvelles très grandes sociétés de location de Wall Street ont expulsé leurs locataires bien plus que ne l'ont fait les propriétaires ordinaires ; ainsi Invitation Homes, la plus grosse de ces entreprises a expulsé 15 % de ses locataires, et l'entité avec laquelle elle fusionnerait plus tard, (Starwood Waypoint en a expulsé 30 %). Cette étude a aussi montré que, statistiquement parlant, être afro-Américain augmentait grandement les chances d'être expulsé si la maison louée appartenait à une entreprise comme Invitation Homes.
De nombreuses plaintes et histoires dramatiques vécues par des clients d'Invitation Homes ont été couvertes par diverses publications et médias d'information telles que WGCL-TV, CBS Sacramento The Arizona Republic et WTVF. Moisissures, égouts bouchés et fuites d'eau, clous sortant, infestation de vermine (araignées, cafards, fourmis), dysfonctionnement graves (tels que portes de garage, systèmes de chauffage, cuisinières, four à micro-ondes…) et les demandes de réparation non-satisfaites sont des problèmes fréquents alors qu'Invitation Homes augmentait ses loyers (en moyenne jusqu'à 10 % par an sur certains marchés comme Oakland, en Californie ; soit le double de la norme pour ces marchés, selon l'Alliance of Californians for Community Empowerment ou ACCE). Il y a eu trois manifestations dans les bureaux de Blackstone en Californie où des locataires d'Invitation Homes et l'ACCE sont venus protester contre les abus et méthodes de l'entreprise ; par exemple, en octobre 2017, des groupes de locataires sont venus au siège de Blackstone à Santa Monica, en déposant dans les bureaux de l'entreprise des courriers demandant une réunion avec les dirigeants de la société et que soit mis fin aux pratiques de prix des loyers excessifs, aux frais et aux mauvais entretien ; l'entreprise n'est jamais revenue vers eux.
Invitation Homes a fait face à plusieurs poursuites judiciaires aux États-Unis. En mai 2018, les locataires ont déposé un recours collectif contre la société devant le tribunal de district des États-Unis pour le district nord de Californie, pour augmentations abusive des loyers et des frais ; ils ont par exemple déclaré avoir été facturés 95 $ de pénalités pour une minute de retard sur le paiement du loyer, sans ce soucier du fait que le système de paiement en ligne de l'entreprise était en panne, et avoir ensuite reçu des avis d'expulsion qui en outre ajoutaient des frais juridiques, des frais et des pénalités « injustes » à la charge des locataires expulsés. Le 20 juillet, Invitation Homes a répondu en indiquant que le groupe de recours collectif et son demandeur avaient trop peu de preuves.
Invitation Homes a répondu aux critiques, y compris via le directeur de l'exploitation Charles Young qui, en juillet 2018, a déclaré que la société avait une note moyenne de 4,32 étoiles sur cinq dans les sondages faits auprès des locataires.
Après la crise des hypothèques/subprimes, alors que le prix des maisons s'effondrait en raison du grand nombre de ventes sur saisies, le Congrès a voté une législation interdisant les avis sur les prix des courtiers (ces avis dits 'BPO' étaient aux États-Unis commandés par des institutions financières telles que banques, les sociétés de prêts hypothécaires et les sociétés d'atténuation des pertes [3][4][5]. Ces BPO pouvaient après la crise être utilisés par quelques société épargnées par la crise pour tirer les prix d'achat vers le bas et massivement acheter les maisons pour spéculer sur elles en tant qu'« actifs immobiliers ».
Invitation Homes a trouvé une lacune dans la loi (elle ne s'applique pas aux obligations qui concernent plusieurs maisons) pour utiliser les BPO sans enfreindre la légalité. Les BPO fait par un agent immobiliser sont une alternative moins coûteuse à l'évaluation hypothécaire faite par des entrepreneurs agréés typiques du marché du logement ; selon une enquête de la Securities and Exchange Commission qui a débuté en septembre 2017, ils impliquent des inspections par des entrepreneurs indépendants non autorisés à faire des évaluations, qui ne sont chargés que d'inspecter les extérieurs en supposant que les intérieurs ont déjà été rénovés.
L'un des titres « unifamiliaux » examinés par Reuters contenait 7 024 maisons, chacune rapportant à l'entreprise un loyer moyen de 1 538 $ par mois (outre 985 $ par an pour les autres frais). Reuters a également interrogé cinq anciens employés d'Invitation Homes qui ont déclaré que l'entreprise dépensait trop peu pour les réparations ; les données sur les obligations ont montré qu'elle dépensait en moyenne 1 142 $ par année pour la maintenance, moins que la moyenne typique de 3 100 $ que la plupart des Américains dépensent pour les mêmes services, bien que l'entité ait répondu que les 750 $ dépensés pour les coûts de sauvegarde du système n'étaient pas indiqués.